# Dlhá nad Váhom
Dlhá nad Váhom (in ungherese Vághosszúfalu) è un comune della Slovacchia facente parte del distretto di Šaľa, nella regione di Nitra.